# Бејард (Њу Мексико)
Бејард (енгл. Bayard) град је у америчкој савезној држави Њу Мексико.

## Демографија
По попису из 2010. године број становника је 2.328, што је 206 (-8,1%) становника мање него 2000. године.
| Група             | 2000.         | 2010.         |
| Белци             | 358 (14,1%)   | 349 (15,0%)   |
| Афроамериканци    | 8 (0,3%)      | 13 (0,6%)     |
| Азијати           | 1 (0,0%)      | 1 (0,0%)      |
| Хиспаноамериканци | 2.137 (84,3%) | 1.935 (83,1%) |
| Укупно            | 2.534         | 2.328         |